# قائمة البعثات الدبلوماسية في إثيوبيا

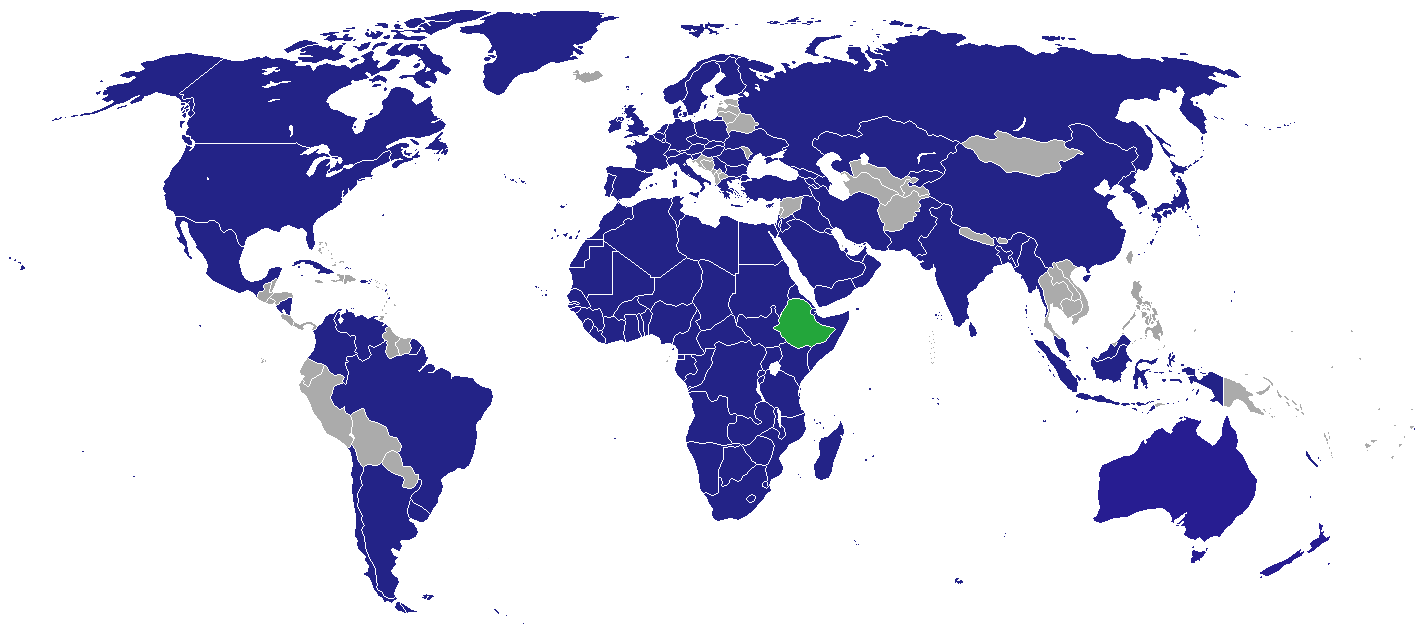
خريطة البعثات الدبلوماسية في إثيوبيا

تعرض هذه الصفحة قائمة البعثات الدبلوماسية في إثيوبيا. حاليا، توجد في العاصمة أديس أبابا 115 سفارات. دول أخرى عديدة لها سفراء معتمدون في إثيوبيا، لكن معظمهم يقيم في عواصم دول أخرى. هذه القائمة تستثني القنصليات الفخرية.

## أديس أبابا

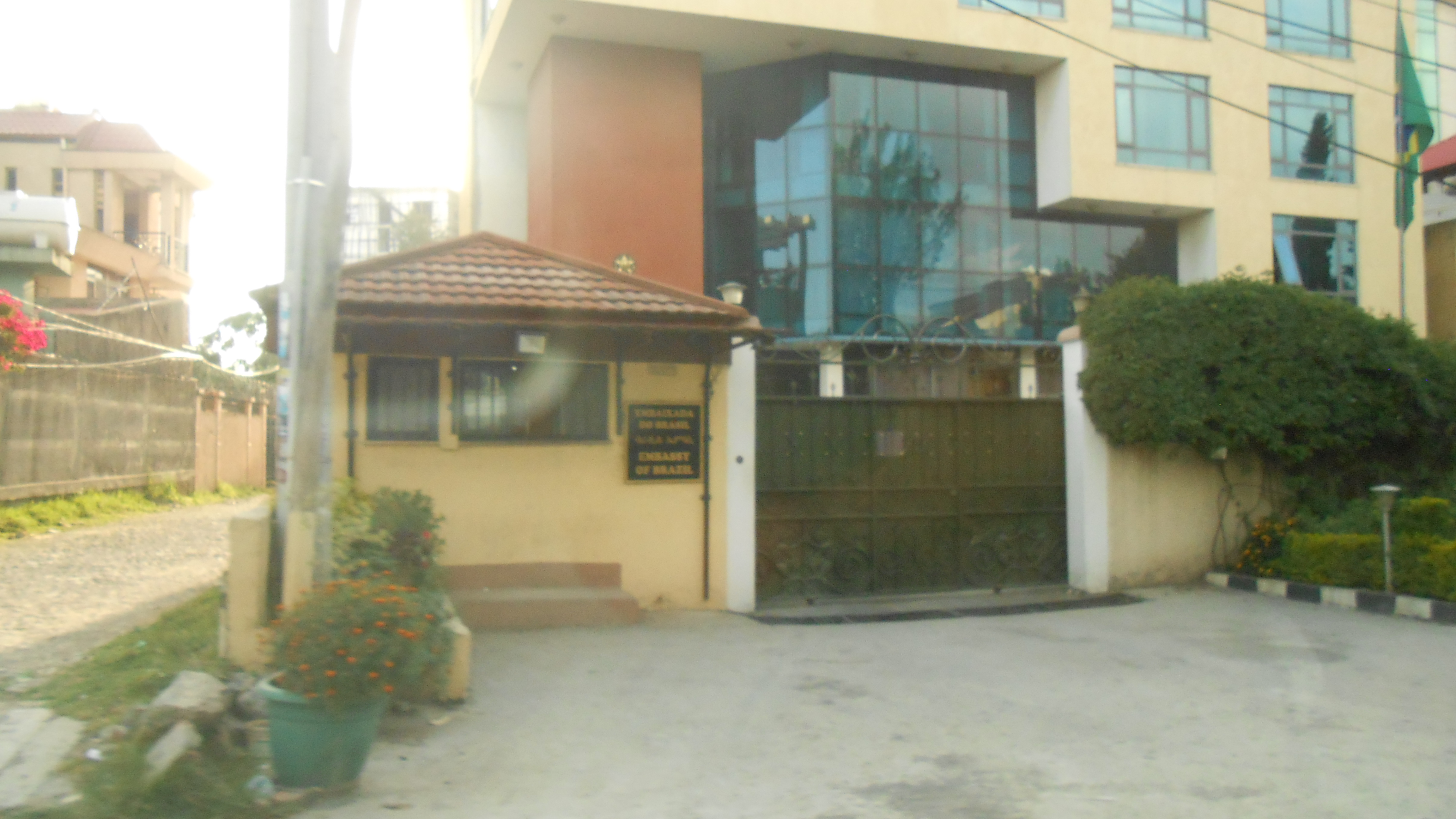
سفارة البرازيل في أديس أبابا

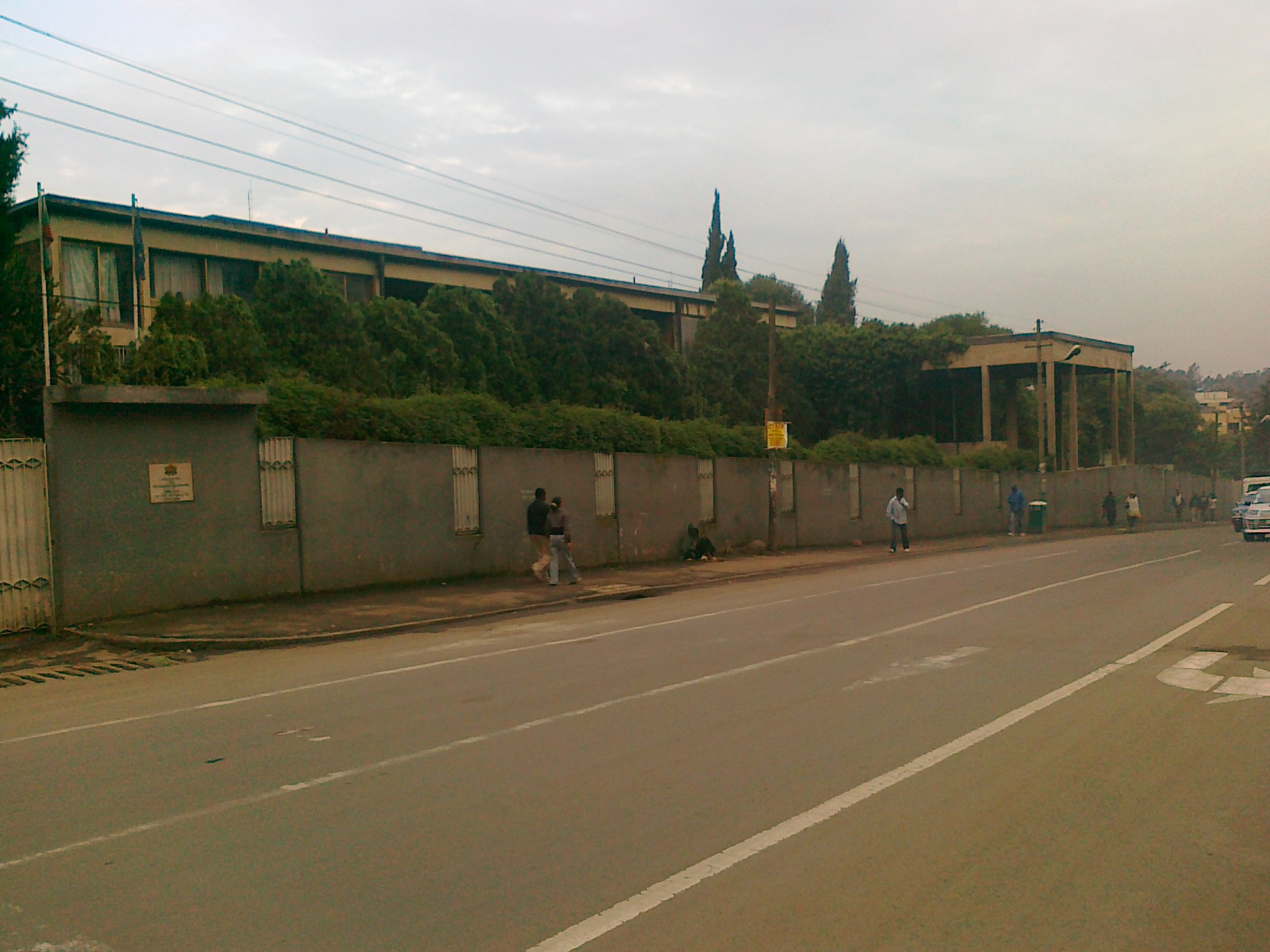
سفارة بلغاريا في أديس أبابا

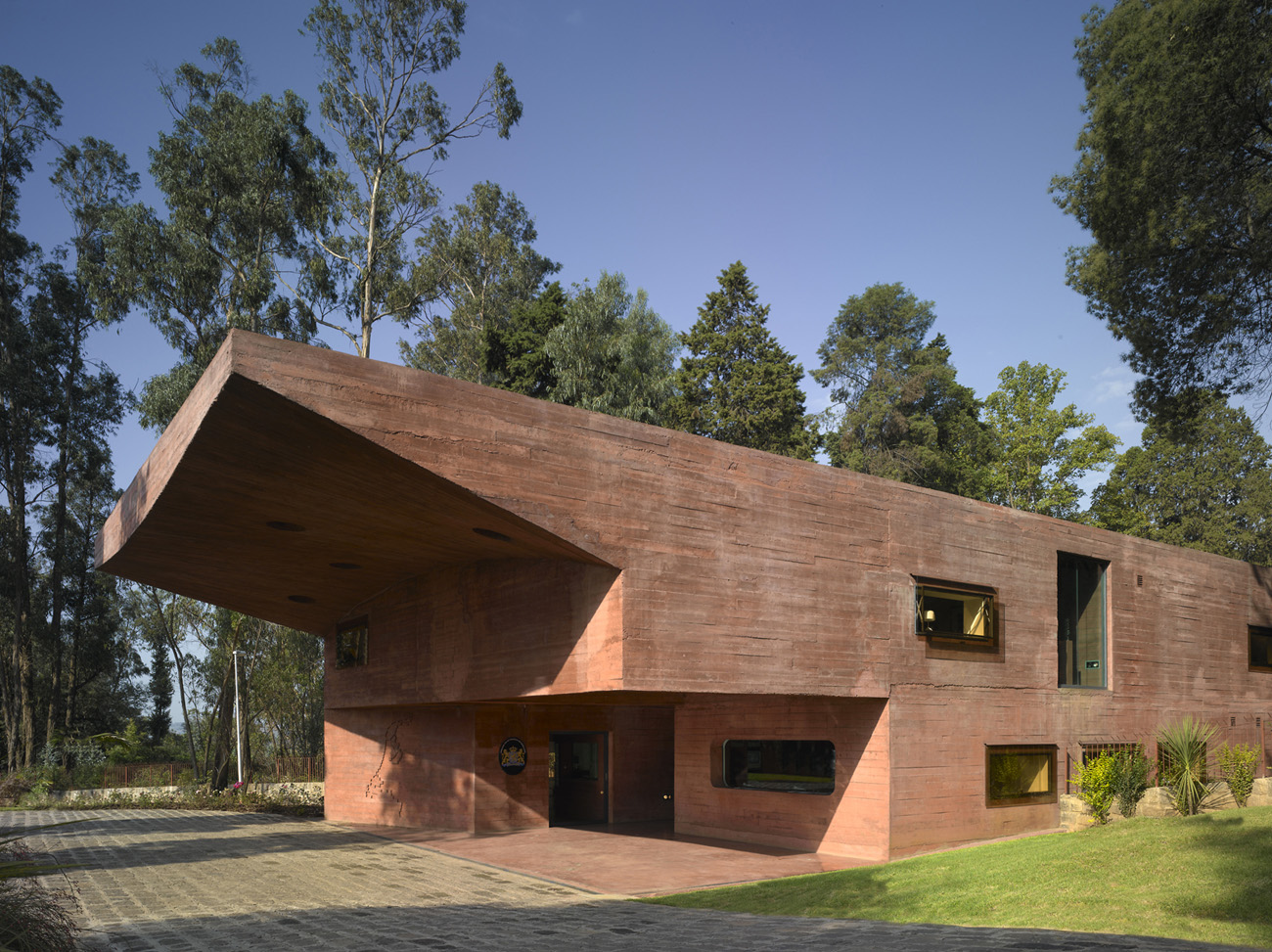
سفارة هولندا في أديس أبابا

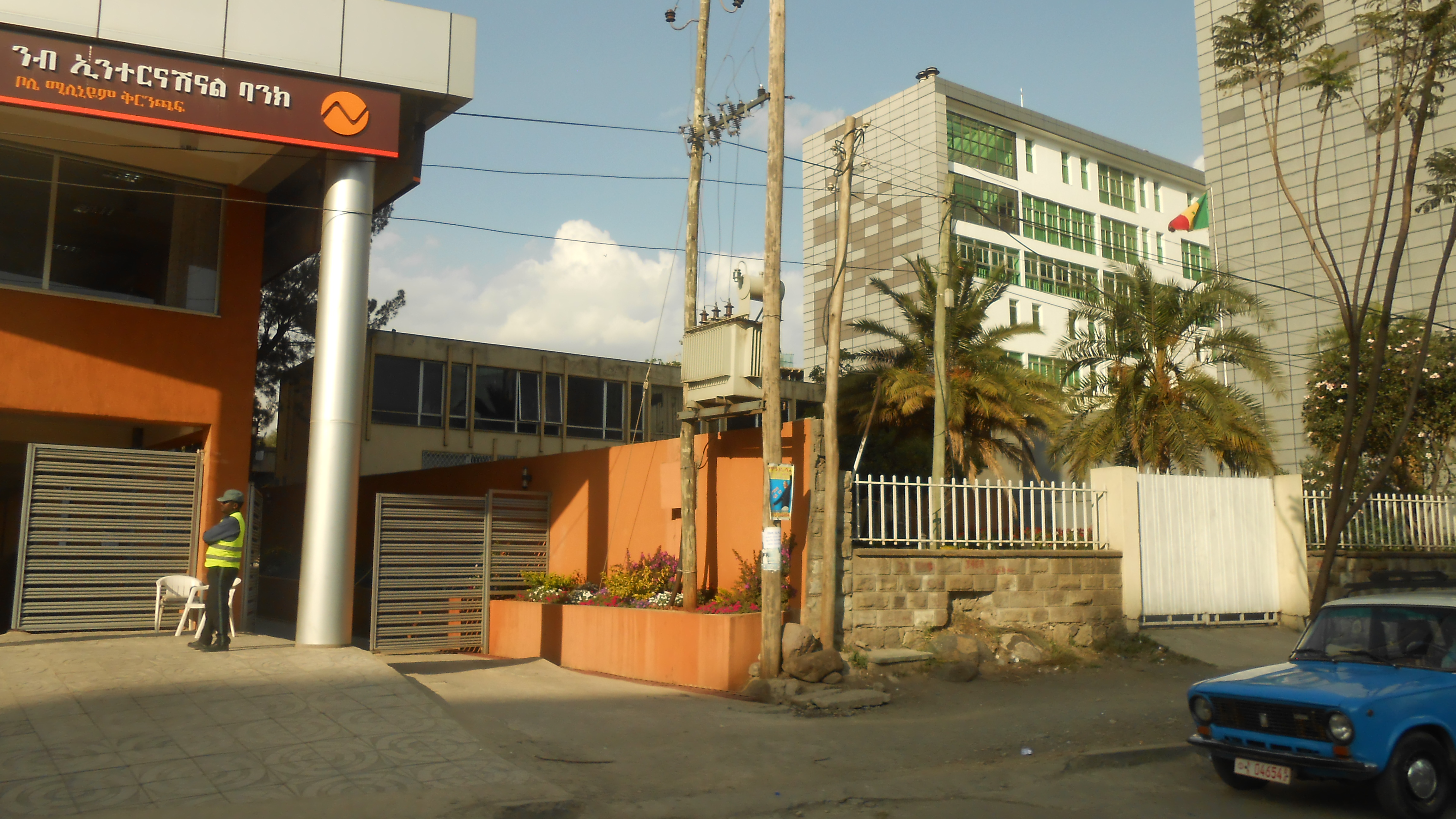
سفارة السنغال في أديس أبابا

| - الجزائر - أنغولا - الأرجنتين - أستراليا - النمسا - أذربيجان - بنغلاديش - بلجيكا - بنين - بوتسوانا - البرازيل - بلغاريا - بوركينا فاسو - بوروندي - الكاميرون - كندا - الرأس الأخضر - جمهورية أفريقيا الوسطى - تشاد - تشيلي - الصين - الكونغو - جمهورية الكونغو الديمقراطية - كوبا - التشيك - الدنمارك - جيبوتي - الإكوادور - مصر - غينيا الاستوائية - إريتريا - سوازيلاند - فيجي - فنلندا - فرنسا - الغابون - غامبيا - جورجيا - ألمانيا | - غانا - اليونان - غينيا - الفاتيكان - المجر - الهند - إندونيسيا - إيران - جمهورية أيرلندا - إسرائيل - إيطاليا - ساحل العاج - اليابان - الأردن - كازاخستان - كينيا - الكويت - ليسوتو - ليبيريا - ليبيا - لوكسمبورغ - مدغشقر - مالاوي - مالي - موريتانيا - موريشيوس - المكسيك - المغرب - موزمبيق - ناميبيا - هولندا - نيوزيلندا - النيجر - نيجيريا - كوريا الشمالية - النرويج - باكستان - فلسطين - بولندا | - البرتغال - قطر - رومانيا - روسيا - رواندا - Sahrawi Republic - السعودية - السنغال - صربيا - سيشل - سيراليون - سلوفاكيا - فرسان مالطا - الصومال - جنوب أفريقيا - كوريا الشمالية - جنوب السودان - إسبانيا - سريلانكا - السودان - السويد - سويسرا - تنزانيا - توغو - تونس - تركيا - أوغندا - أوكرانيا - الإمارات العربية المتحدة - المملكة المتحدة - الولايات المتحدة - أوروغواي - فنزويلا - اليمن - زامبيا - زيمبابوي |

## مكاتب تمثيلية أخرى في أديس أبابا
- صوماليلاند (بعثة)
- الاتحاد الأوروبي (مفوضية)

## سفارات غير مقيمة
في القاهرة مالم يذكر خلاف ذلك.
| - أرمينيا - بيلاروسيا (نيروبي) - البوسنة والهرسك - كمبوديا (لندن) - كولومبيا (نيروبي) - كرواتيا - قبرص - إستونيا - غواتيمالا (لندن) | - آيسلندا (كمبالا) - جامايكا (نيروبي) - لاتفيا - ليتوانيا (لندن) - مالطا - نيبال - سنغافورة (سنغافورة) - فيتنام (دار السلام) |

## سفارات سابقة
- بيلاروس

## مقالات متعلقة
- علاقات إثيوبيا الخارجية
- قائمة البعثات الدبلوماسية الإثيوبية